# 布洛涅-比扬古区
布洛涅-比扬古区（法語：Arrondissement de Boulogne-Billancourt）是法国法蘭西島大區上塞纳省所辖的一个区。总面积36.5平方公里，总人口319603，人口密度8756人/平方公里（2018年）。主要城镇为布洛涅-比扬古。

## 辖区
布洛涅-比扬古区辖有8个市镇。